# گاین
گاین (به آلمانی: Geyen) یک منطقهٔ مسکونی در آلمان است که در پولهایم واقع شده‌است. گاین ۲٬۴۳۰ نفر جمعیت دارد.